# Macrotis
Macrotis è un genere di Marsupiali onnivori, comunemente noti come bilby, endemici dell'Australia. Il genere appartiene all'ordine dei Peramelemorfi ed è l'unico rappresentante della famiglia Thylacomidae. Prima della colonizzazione europea dell'Australia ne esistevano due specie; una di queste si è estinta negli anni '50, mentre l'altra è sopravvissuta in numero esiguo.
Il termine bilby è stato preso in prestito dagli aborigeni Yuwaalaraay del Nuovo Galles del Sud settentrionale e significa «ratto dal naso lungo». Queste creature sono note anche come dalgite in Australia Occidentale e con il nomignolo di pinkie in Australia Meridionale. Anche i Wiradjuri del Nuovo Galles del Sud li conoscono come bilby.

## Descrizione
I bilby possiedono il caratteristico muso lungo dei bandicoot e orecchie molto lunghe. Misurano circa 29–55 cm di lunghezza. Rispetto ai bandicoot hanno coda più lunga, orecchie più grandi e una pelliccia sericea più soffice. Le dimensioni delle orecchie permettono loro di avere un udito molto sviluppato. Questi onnivori notturni non hanno bisogno di bere acqua, dato che ricavano i liquidi di cui necessitano dal cibo di cui si nutrono, costituito da insetti e loro larve, semi, bulbi, frutti, funghi e animaletti molto piccoli. La maggior parte degli alimenti viene dissotterrata utilizzando le dita molto lunghe.
Diversamente dai bandicoot, sono eccellenti scavatori e costruiscono sistemi di gallerie molto estesi con i robusti arti anteriori e gli artigli ben sviluppati. Ogni bilby generalmente possiede un certo numero di tane all'interno del proprio territorio, a volte fino a una dozzina, e si sposta da una all'altra, utilizzandole come rifugio sia dai predatori che dalla calura del giorno. Il marsupio della femmina è rivolto all'indietro e ciò impedisce che vi finiscano dentro impurità mentre l'animale sta scavando.
I bilby hanno un periodo di gestazione molto breve, di circa 12-14 giorni, uno dei più brevi tra quelli di tutti i mammiferi.

## Tassonomia
La posizione dei bilby all'interno dei Peramelemorfi ha subito vari cambiamenti in questi ultimi anni. Sia Vaughan (1978) che Groves e Flannery (1990) li hanno classificati nella famiglia dei Peramelidi. Kirsch et al. (1997) li hanno inseriti tra i Perorictidi (che sono attualmente una sottofamiglia dei Peramelidi). Anche McKenna e Bell (1997) li hanno inseriti tra i Peramelidi, ma come sister group di Chaeropus nella sottofamiglia dei Cheropodini.

### Specie
- Genere Macrotis
  - Bilby maggiore, Macrotis lagotis
  - Bilby minore, Macrotis leucura †

## Conservazione
La sopravvivenza dei bilby è minacciata dalla perdita dell'habitat e dalla competizione con altri animali. In tutta la nazione è in corso un piano di recupero per cercare di salvare questi marsupiali: tra i progetti portati avanti vi sono la riproduzione in cattività, il monitoraggio delle popolazioni e la reintroduzione nelle aree dove i bilby vivevano un tempo. Grande successo ha avuto inoltre il tentativo di rendere popolare il bilby come un'alternativa australiana al coniglio pasquale con la messa in commercio di Bilby di Pasqua di cioccolata (e consegnando talvolta una parte del ricavato agli enti che si occupano della protezione e dello studio di quest'animale). Hanno avuto inizio anche i primi programmi di reintroduzione, dopo il successo, nel 2000, del rilascio di alcuni esemplari nella Riserva di Arid Recovery, in Australia Meridionale, mentre sta ancora proseguendo la reintroduzione nel Parco Nazionale di Currawinya, in Queensland: i primi 6 bilby sono già stati reintrodotti con successo in questo santuario libero da predatori nel febbraio 2006.
Altri rilasci sono avvenuti nella Penisola di Peron, in Australia Occidentale, come parte di un'iniziativa del Dipartimento dell'Ambiente e della Conservazione dell'Australia Occidentale, il Western Shield, e su alcune isole, mentre Australian Wildlife Conservancy ha riportato i bilby nei santuari di Scotia e Yookamurra. Il più importante programma di riproduzione in cattività lo sta portando avanti il Centro di Riabilitazione di Animali Selvatici di Kanyana, nei pressi di Perth (Australia Occidentale).